# Jan Grygiel (1908–1943)
Jan Grygiel, ps. Orzeł (ur. 2 lutego 1908 w Gorajcu, zm. w marcu 1943 tamże) – polski działacz ruchu ludowego, w czasie II wojny światowej komendant obwodu Biłgoraj Okręgu Lublin Batalionów Chłopskich.

## Życiorys
Przed wybuchem II wojny światowej uzyskał wykształcenie podstawowe. Pracował jako rolnik i krawiec. Był członkiem Związku Młodzieży Wiejskiej „Wici” i Stronnictwa Ludowego. Organizował cywilne i wojskowe struktury ruchu ludowego na terenie powiatu biłgorajskiego. Należał do SL „Roch”, Chłopskiej Straży i Batalionów Chłopskich. Od 1940 do marca 1943 sprawował funkcję komendanta obwodu biłgorajskiego BCh. Brał udział w licznych akcjach zbrojnych, zwłaszcza podczas powstania zamojskiego. Został zadenuncjowany i aresztowany wraz z żoną, która została śmiertelnie pobita w śledztwie. Jan Grygiel zbiegł z transportu więźniów i schronił się w rodzinnym domu, gdzie został zamordowany przez pospolitych bandytów wraz ze swymi rodzicami i Janem Mazurkiem.